# Vicariat apostòlic
El vicariat apostòlic és un tipus de jurisdicció territorial (església particular) de l'Església catòlica establerta en regions de missió que encara no s'han constituït com a prelatura. És per tant de naturalesa provisional, encara que pot durar més d'un segle, però l'objectiu últim és que la regió generi el suficient nombre de catòlics i la suficient estabilitat perquè l'Església la converteixi en prelatura.
| « | Cànon 371-1: el vicariat apostòlic o la prefectura apostòlica és una determinada porció del poble de Déu que, per circumstàncies peculiars, encara no s'ha constituït com diòcesi, i s'encomana a l'atenció pastoral d'un Vicari apostòlic o d'un Prefecte apostòlic perquè les regeixin en nom del Summe Pontífex. | » |

El vicariat apostòlic és dirigit per un vicari apostòlic, que en l'actualitat sol ser un bisbe titular. Tot i que aquest territori pot ser classificat com a Església particular, segons el cànon 371.1 del Codi de Dret Canònic llatí, la jurisdicció d'un vicari apostòlic és un exercici vicari de la jurisdicció del Papa, és a dir, que el territori està directament sota el Papa com a "bisbe universal", i aquest exerceix la seva autoritat a través d'un "vicari" o delegat. En això difereix d'un bisbe diocesà, que deriva la seva jurisdicció directament de la seva seu
Com qualsevol altra jurisdicció territorial eclesiàstica, un vicariat apostòlic pot ser administrat pel bisbe d'una diòcesi veïna i fins i tot per un sacerdot nomenat temporalment administrador apostòlic. Com en qualsevol diòcesi completament desenvolupada, el vicari apostòlic pot nomenar sacerdots com a vicaris perquè exerceixin jurisdicció limitada sobre el vicariat apostòlic.
Cal distingir el vicariat apostòlic de la prefectura apostòlica, un tipus similar de territori sota la direcció d'un prefecte apostòlic (que és un sacerdot), que encara no està prou organitzat per a ser si més no un vicariat apostòlic. També hi ha la missió pura i simple, sota un superior. La seqüència de desenvolupament normal és de missió a prefectura apostòlica, a vicariat apostòlic i, finalment, a diòcesi postmissionera.
També cal distingir-la d'una prelatura territorial i una abadia territorial (o "abadia nullius"): una zona que encara no és diòcesi i es troba sota la direcció de l'abat d'un monestir o d'un prelat.
Dels 88 vicariats apostòlics existents actualment (abril de 2013), gairebé la meitat es troben a l'Amèrica Llatina, 1 a Amèrica del Nord, 1 a Grècia i la resta repartits gairebé a parts iguals entre Àfrica i Àsia.

## Vicariatss apostòlics a Amèrica

### Amèrica del Nord
A Amèrica del Nord, només existeix 1 vicariat apostòlic:
- Vicariat Apostòlic de les Illes Sant Pere i Miquelon, a Sant Pere i Miquelon.

### Amèrica Central
A Amèrica Central, existeixen 4 vicariats apostòlics, repartits en tres països:
- Vicariat Apostòlic de Bluefields, a Nicaragua.
- Vicariat Apostòlic de Darién, a Panamà.
- Vicariat Apostòlic del Petén, a Guatemala.
- Vicariat Apostòlic d'Izabal, a Guatemala.

### Amèrica del Sud
A l'Amèrica del Sud, hi 38 vicariats apostòlics, repartits en 7 països:
- Bolívia
  - Vicariat Apostòlic de Camiri
  - Vicariat Apostòlic del Beni
  - Vicariat Apostòlic de Ñuflo de Chávez
  - Vicariat Apostòlic de Pando
  - Vicariat Apostòlic de Reyes
- Xile
  - Vicariat Apostòlic d'Aysén
- Colòmbia
  - Vicariat Apostòlic de Guapí
  - Vicariat Apostòlic d'Inírida
  - Vicariat Apostòlic de Leticia
  - Vicariat Apostòlic de Mitú
  - Vicariat Apostòlic de Port Carreño
  - Vicariat Apostòlic de Puerto Gaitán
  - Vicariat Apostòlic de Puerto Leguízamo-Solano
  - Vicariat Apostòlic de San Andrés i Providència
  - Vicariat Apostòlic de San Vicente del Caguán
  - Vicariat Apostòlic de Tierradentro
  - Vicariat Apostòlic de Trinitat
- Equador
  - Vicariat Apostòlic d'Aguarico
  - Vicariat Apostòlic d'Esmeraldas
  - Vicariat Apostòlic de Galápagos
  - Vicariat Apostòlic de Méndez
  - Vicariat Apostòlic de Napo
  - Vicariat Apostòlic de Puyo
  - Vicariat Apostòlic de San Miguel de Sucumbíos
  - Vicariat Apostòlic de Zamora
- Paraguai
  - Vicariat Apostòlic del Chaco Paraguaià
  - Vicariat Apostòlic del Pilcomayo
- Perú
  - Vicariat Apostòlic d'Iquitos a la Província Nostra Senyora de Gràcia del Perú
  - Vicariat Apostòlic de Sant Francesc Xavier
  - Vicariat Apostòlic de Pucallpa
  - Vicariat Apostòlic de Puerto Maldonado
  - Vicariat Apostòlic de Requena
  - Vicariat Apostòlic de Sant Josep de l'Amazones
  - Vicariat Apostòlic de Sant Ramon
  - Vicariat Apostòlic de Yurimaguas
- Veneçuela
  - Vicariat Apostòlic de Caroní
  - Vicariat Apostòlic de Puerto Ayacucho
  - Vicariat Apostòlic de Tucupita

## Vicariatos Apostòlics a l'Àfrica
En Àfrica, existeixen 23 vicariatos apostòlics, dels quals més de la tèrcia part es troba en Etiòpia.
- Vicariat apostòlic d'Alexandria d'Egipte, a Egipte.
- Vicariat apostòlic de Awasa, a Etiòpia.
- Vicariat apostòlic de Bengasi, a Líbia.
- Vicariat apostòlic de Bomadi, a Nigeria.
- Vicariat apostòlic de les Comores, a les Comores i Mayotte.
- Vicariat apostòlic de Derna, a Líbia.
- Vicariat apostòlic de Donkorkrom, a Ghana.
- Vicariat apostòlic de Francistown, a Botswana, sufragani de l'arxidiòcesi de Pretòria, a Sud-àfrica.
- Vicariat apostòlic de Gambela, a Etiòpia.
- Vicariat apostòlic de Harari, a Etiòpia.
- Vicariat apostòlic de Hosanna, a Etiòpia.
- Vicariat apostòlic de Ingwavuma, a Sud-àfrica.
- Vicariat apostòlic de Isiolo, a Kenya.
- Vicariat apostòlic de Jimma - Bonga, a Etiòpia.
- Vicariat apostòlic de Kontagora, a Nigèria.
- Vicariat apostòlic de Makokou, al Gabon.
- Vicariat apostòlic de Meki, a Etiòpia.
- Vicariat apostòlic de Mongo, a Txad.
- Vicariat apostòlic de Nekemte, a Etiòpia.
- Vicariat apostòlic de Rodrigues, a Maurici.
- Vicariat apostòlic de Rundu, sufragani de l'arxidiòcesi de Windhoek, a Namíbia.
- Vicariat apostòlic de Sodo, a Etiòpia.
- Vicariat apostòlic de Trípoli, a Líbia.

## Vicariats Apostòlics a l'Àsia i Grècia
A l'Àsia, existeixen 21 vicariats apostòlics, la tèrcia part dels quals es troba a les Filipines. A més, incloem en aquesta última llista el vicariat apostòlic de Tessalònica (Grècia).
- Vicariat Apostòlic d'Alep, a Síria.
- Vicariat Apostòlic d'Anatòlia, a Turquia.
- Vicariat Apostòlic d'Aràbia del Nord, a Aràbia Saudita, Bahrain, Kuwait i Qatar.
- Vicariat Apostòlic d'Aràbia del Sud, a Emirats Àrabs Units, Oman i el Iemen.
- Vicariat Apostòlic de Beirut, al Líban.
- Vicariat Apostòlic de Bontoc - Lagawe, a les Filipines.
- Vicariat Apostòlic de Brunei, a Brunei.
- Vicariat Apostòlic de Calapan, a les Filipines.
- Vicariat Apostòlic d'Istanbul, a Turquia.
- Vicariat Apostòlic de Jolo, a les Filipines.
- Vicariat Apostòlic de Luang Prabang, a Laos.
- Vicariat Apostòlic del Nepal, a Nepal.
- Vicariat Apostòlic de Paksé, a Laos.
- Vicariat Apostòlic de Phnom Penh, a Cambodja.
- Vicariat Apostòlic de Puerto Princesa, a les Filipines.
- Vicariat Apostòlic de Quetta, al Pakistan.
- Vicariat Apostòlic de Sant Josep a Mindoro, a les Filipines.
- Vicariat apostòlic de Savannakhet, a Laos.
- Vicariat Apostòlic de Tabuk, a les Filipines.
- Vicariat Apostòlic de Taytay, a les Filipines.
- Vicariat Apostòlic de Tessalònica, a Grècia.
- Vicariat Apostòlic de Vientiane, a Laos.